# Parvilacerta fraasii
Parvilacerta fraasii là một loài thằn lằn trong họ Lacertidae. Loài này được Lehrs mô tả khoa học đầu tiên năm 1910.